# Van Amersfoort Racing
| Van Amersfoort Racing                                | Van Amersfoort Racing |
| ---------------------------------------------------- | --------------------- |
| Osnovan                                              | 1975.                 |
| Osnivač                                              | Frits van Amersfoort  |
| Mjesto                                               | Zeewolde, Nizozemska  |
| Trenutna prvenstva                                   |                       |
| FIA Formula 2 prvenstvo                              |                       |
| FIA Formula 3 prvenstvo                              |                       |
| EuroFormula Open                                     |                       |
| Formula Regional European Championship               |                       |
| ADAC Formula 4                                       |                       |
| Talijanska Formula 4                                 |                       |
| Bivša prvenstva                                      |                       |
| Nizozemska Formula Ford (1975. − 1996.)              |                       |
| Belgijska Formula Ford (1975. − 1996.)               |                       |
| Formula Opel Lotus Benelux (1975. − 1996.)           |                       |
| Opel Lotus Euroseries (1975. − 1996.)                |                       |
| Njemačka Formula 3 (1997. − 2002., 2006. − 2014.)    |                       |
| Nizozemska Formula Renault 2.0 (2005.)               |                       |
| Sjevernoeuropska Formula Renault 2.0 (2006. − 2012.) |                       |
| Euro Formula 3 (2006., 2012.)                        |                       |
| ADAC Formula Masters (2008. − 2009.)                 |                       |
| Europska Formula 3 (2012. − 2018.)                   |                       |

Van Amersfoort Racing je nizozemska momčad koja se natječe u FIA Formula 2 prvenstvu, FIA Formula 3 prvenstvu, EuroFormula Open prvenstvu ADAC Formuli 4 i Talijanskoj Formuli 4. Momčad je osnovao Frits van Amersfoort 1975. Momčad se u prošlosti natjecala u mnogim automobilističkim prvenstvima, a naslove je osvajala u Nizozemskoj Formuli Ford, Njemačkoj Formuli 3, ADAC Formuli 4 i Talijanskoj Formuli 4.

## Naslovi

### Vozački
| Nizozemska Formula Ford        | Nizozemska Formula Ford |
| ------------------------------ | ----------------------- |
| 1989.                          | Marcel Albers           |
| Formula Opel Lotus Benelux     |                         |
| 1992.                          | Jos Verstappen          |
| Opel Lotus Euroseries          |                         |
| 1996.                          | Bas Leinders            |
| Njemačka Formula 3             |                         |
| 1998.                          | Bas Leinders            |
| 2007.                          | Carlo van Dam           |
| 2009.                          | Laurens Vanthoor        |
| 2011.                          | Richie Stanaway         |
| Nizozemska Formula Renault 2.0 |                         |
| 2005.                          | Renger van der Zande    |
| ADAC Formula 4                 |                         |
| 2016.                          | Joey Mawson             |
| 2020.                          | Jonny Edgar             |
| 2021.                          | Oliver Bearman          |
| Talijanska Formula 4           |                         |
| 2019.                          | Dennis Hauger           |
| 2021.                          | Oliver Bearman          |

### Momčadski
| Prvenstvo                      | Sezone        |
| ------------------------------ | ------------- |
| Nizozemska Formula Renault 2.0 | 2005.         |
| ADAC Formula 4                 | 2020. − 2021. |
| Talijanska Formula 4           | 2019., 2021.  |

## Vanjske poveznice
- Van Amersfoort Racing - Official website